# John Willis Griffiths

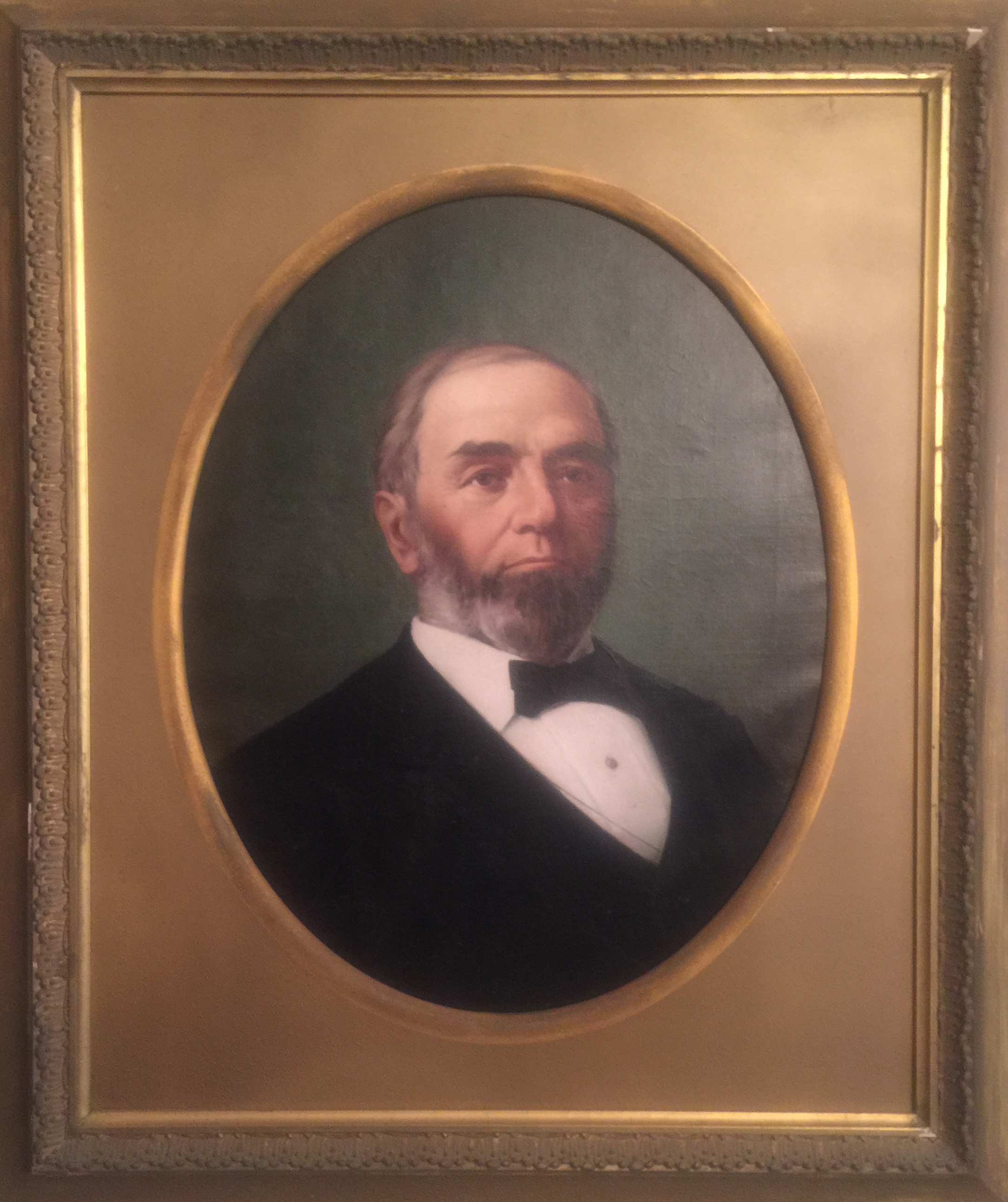
John Willis Griffiths

John Willis Griffiths (ur. 1809, zm. 1882) – amerykański konstruktor oraz teoretyk budowy okrętów. Wprowadził zmiany w kształcie kadłuba, przyczyniając się tym samym do powstania szybkich żaglowców tzw. kliprów. W 1863 r. zastosował stępki przechyłowe.